# Jeanette Campbell
Jeanette Campbell (Saint-Jean-de-Luz, 8 maart 1916 – Buenos Aires, 15 januari 2003) was een tot Argentijnse genaturaliseerde zwemster die de vrije slag zwom.
Ze nam deel aan de Olympische Spelen in Berlijn in 1936.
In de finale van de 100m vrije slag zwom ze een tijd van 1.06,4, goed voor een de tweede plaats (na de Nederlandse Rie Mastenbroek). Hiermee was ze de eerste vrouwelijke Argentijnse medaillewinnares op de Olympische Spelen.
Ze overleed in 2003, op 86-jarige leeftijd.